# 小笠原下町駅
小笠原下町駅（おがさわらしもまちえき）は、山梨県中巨摩郡櫛形町（現・南アルプス市）下宮地にあった山梨交通電車線の駅である。

## 概要
専用軌道部分が全通した翌年の1931年（昭和6年）、多すぎる乗客を分散させる目的で新設された駅で、小笠原集落の西端を下って行き、街道側の「下町」交差点から東西に走る道との交差点から南に100メートルほど離れたところにあった。北西側には末期の頃に峡西病院が開院している。1面1線の棒線駅であった。

## 歴史
- 1931年（昭和6年）6月27日：開業。
- 1962年（昭和37年）7月1日：路線廃止により廃駅。

## 廃線後の状況
専用軌道の跡地である「廃軌道」上、県民の森入口交差点の南東角が駅のあった場所である。小笠原駅と同じく、峡西病院の南東部に当たる場所という目標物があるため、場所の特定はさほど難しくない。

## 隣の駅
山梨交通
電車線
小笠原駅 - 小笠原下町駅 - 甲斐大井駅